# Rothaus (Grafenhausen)
Rothaus ist eine Kleinsiedlung der Gemeinde Grafenhausen im Landkreis Waldshut in Baden-Württemberg. Durch die ansässige Badische Staatsbrauerei Rothaus und deren Bier „Tannenzäpfle“ wurde der Ort überregional bekannt.

## Geschichte
Rothaus wurde im Jahre 1681 erstmals urkundlich als „neu zu errichtende Waldschänke und Zollstation“ erwähnt. Der Ort war spätmittelalterlicher Besitz der Schaffhauser Patrizierfamilie Rot. 1766 wurde der Ort von der Abtei St. Blasien angekauft, die dort 1791/92 eine Brauerei erbaute. Nach dem Übergang an Baden wurde diese im Jahre 1806 zur Staatsbrauerei.